# 大连育明高级中学
大连育明高中是位于辽宁省大连市的一所公立高级中学，建立于1998年，以其教学质量优异，一本升学率高，奥林匹克竞赛经常获奖而闻名。

## 简介
大连育明高中建立于1998年，是大连市政府，原大连市市长薄熙来下决心建立的出成果、出经验、出人才的基础教育的窗口学校。是辽宁省重点中学，自主招生成绩优异，也是全国奥林匹克竞赛优秀学员培训基地，在全国奥林匹克竞赛中时常获奖，参赛学生数次被选入国家队，参加国际科学奥林匹克竞赛。
学校规模为33个教学班，现有学生近2000人；占地面积49000 ㎡ ，建筑面积33000㎡，绿化面积4880㎡，运动场地面积16000㎡，环形跑道周长300m，体育馆面积3789㎡。学校有教室36间（合计2664㎡），理化生实验室各3个，图书馆318㎡、图书85000册、电子图书13000册，阅览室636㎡、座位420个、报纸52种、期刊376种、多媒体教室3个，计算机281台，礼堂（报告厅）1250㎡，艺术教室268㎡。有学生宿舍11000㎡，可容纳1800人；学生食堂2500㎡，可容纳2000人；教师中一线教师126人，其中特级教师7人、高级教师83人、国家及省市以上骨干教师21人；有国内优秀的奥林匹克竞赛教练员队伍，其中金牌教练7人、主教练7人、教练20余人。

## 篝火晚会

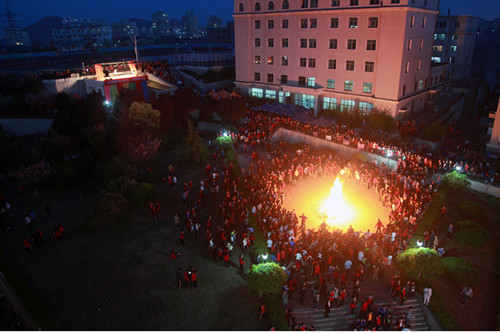
2014年篝火晚会

每年四月底，学校都会举办一场篝火晚会，以庆祝即将到来的五四青年节。晚会通常在午后开始直到傍晚，由自制烧烤和学生表演等组成，并在校长点燃篝火后结束整个晚会。
2017年起，因环保督察等原因，晚会取消，改为冷焰火和野餐。
2018年起，因周围居民楼投诉及经费不支等原因，正式取消。